# Wisznia Mała (gmina)
Wisznia Mała – gmina wiejska w województwie dolnośląskim, w powiecie trzebnickim. W latach 1975–1998 gmina położona była w województwie wrocławskim. Gmina sąsiaduje z północną częścią Wrocławia i jest położona między rzeką Widawą na południu a Wzgórzami Trzebnickimi na północy. Uprawia się tu zboża, buraki i rzepak. W części południowej przeważają gospodarstwa ogrodnicze, a w części północnej rozwija się sadownictwo. Siedzibą gminy jest miejscowość Wisznia Mała. W Wiszni Małej znajduje się szkoła utworzona przez dostosowanie pałacu, przyjmująca uczniów z pobliskich miejscowości: Pierwoszowa, Machnic, Wysokiego Kościoła, Piotrkowiczek oraz Mienic. Jest także Ośrodek Kultury, Sportu i Rekreacji (OKSiR) wyposażony w bibliotekę.
Według danych z 31 grudnia 2014 gminę zamieszkiwało 9848 osób. Natomiast według danych z 30 czerwca 2020 roku gminę zamieszkiwało 10 638 osób.
Na terenie gminy funkcjonuje lądowisko Wrocław-Szymanów.

## Struktura powierzchni
Według danych z roku 2002 gmina Wisznia Mała ma obszar 103,33 km², w tym:
- użytki rolne: 65%
- użytki leśne: 13%
- 1245 ha zajmuje poligon wojskowy.

Gmina stanowi 10,08% powierzchni powiatu.

## Demografia

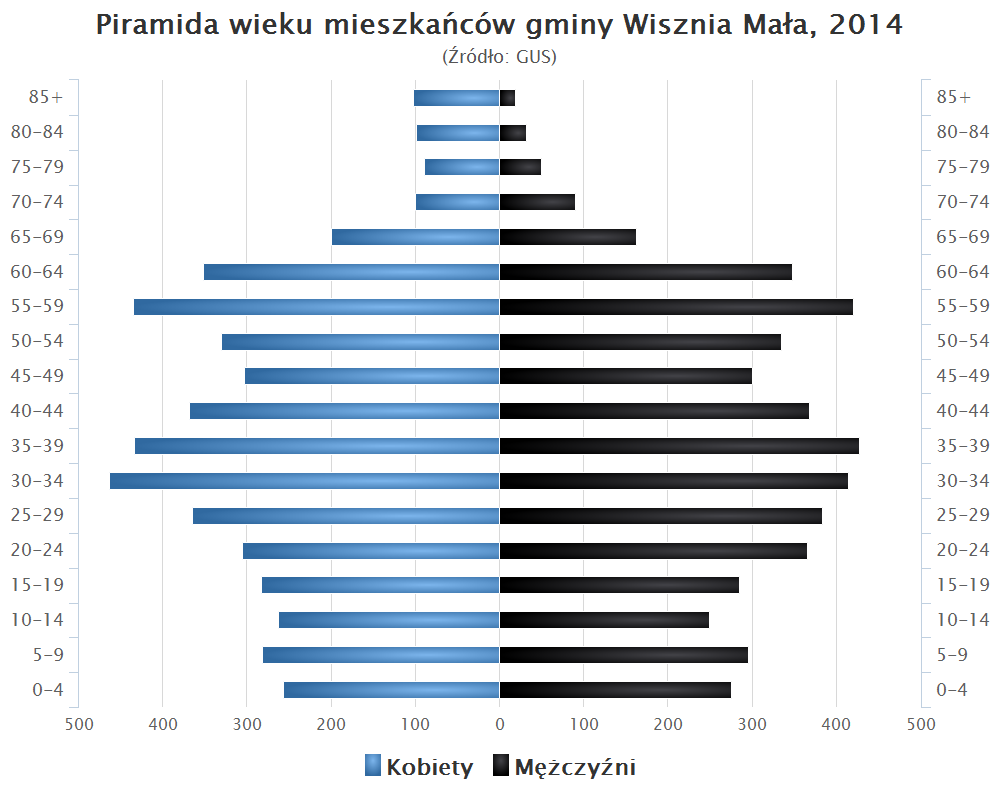
Piramida wieku mieszkańców gminy Wisznia Mała w 2014 roku

Dane z 30 czerwca 2004:
| Opis                              | Ogółem | Ogółem | Kobiety | Kobiety | Mężczyźni | Mężczyźni |
| --------------------------------- | ------ | ------ | ------- | ------- | --------- | --------- |
| jednostka                         | osób   | %      | osób    | %       | osób      | %         |
| populacja                         | 7869   | 100    | 4009    | 50,9    | 3860      | 49,1      |
| gęstość zaludnienia (mieszk./km²) | 76,2   | 76,2   | 38,8    | 38,8    | 37,4      | 37,4      |

## Sąsiednie gminy
Długołęka, Oborniki Śląskie, Trzebnica, Wrocław

## Miejscowości w gminie
Kryniczno, Krzyżanowice, Ligota Piękna, Machnice, Malin, Mienice, Ozorowice, Pierwoszów, Piotrkowiczki, Psary, Raków, Rogoż, Strzeszów, Szewce, Szymanów, Wisznia Mała, Wysoki Kościół.
leżące w obrębie poligonu wojskowego:
- Raków Wielki
- Cienin
- Biskupice

## Drogi
Przez gminę przechodzi międzynarodowy szlak drogowy E261 (droga krajowa nr 5) oraz drogi wojewódzkie i powiatowe